# RECOMENTA
RECOMENTA(レコメンタ、Recomenta)は、J-WAVEで放送されているミニ番組。
2024年4月に放送開始。

## 概要
東京に溢れる数多くのエンターテイメントを、「LIVE」「FESTIVAL」「ART」「MOVIE」「MUSICAL」「SPORTS」「FOOD」などのジャンルに分け様々なイベントを紹介するショートプログラム。

## ナビゲーター
- VieVie

## 放送時間
土曜日は16時台から21時台の毎時58分から2分間、23時台は55分から5分間、日曜日は16時台から23時台の毎時58分から2分間放送。いずれも毎時55分ごろからのJ-WAVE LIFE INFORMATION(ニュース、交通情報、天気予報など)のあとに続けて放送される。